# Нийенхейс, Альберт
Альберт Нийенхейс (Нейенхейс) (нидерл. Albert Nijenhuis; 21 ноября 1926, Эйндховен, Северный Брабант — 13 февраля 2015, Сиэтл, Вашингтон) — голландско-американский математик, который специализировался на дифференциальной геометрии и теории деформаций в алгебре и геометрии, а позже работал в области комбинаторики.
Его учеба в гимназии в Арнеме была прервана эвакуацией Арнема нацистами после провала операции союзников «Маркет Гарден». Он самостоятельно продолжил изучение математики в старших классах на ферме своих бабушки и дедушки, а затем в 1945 году сдал государственные экзамены.
Его университетское образование проходило в Амстердамском университете, где в 1947 году он получил степень кандидата наук (эквивалент степени бакалавра наук), а в 1950 году — степень доктора наук (эквивалент степени магистра наук) с отличием. В 1951—1952 годах был сотрудником в Математическом центре (ныне Centrum Wiskunde & Informatica) в Амстердаме. В 1952 году с отличием защитил докторскую диссертацию по математике с названием «Теория геометрического объекта». Руководителем его диссертации был Ян Арнольдус Схоутен.
В 1952 году приехал в Соединенные Штаты в качестве стипендиата программы Фулбрайта (1952—1953) в Принстонский университет. Затем учился в Институте перспективных исследований в Принстоне, штат Нью-Джерси, с 1953 по 1955 год, после чего в течение года работал преподавателем математики в Чикагском университете. Затем перешёл в Вашингтонский университет в Сиэтле, сначала в качестве доцента, а затем профессора математики, а в 1963 году перешел в Пенсильванский университет, где оставался профессором математики до выхода на пенсию в 1987 году. В 1963—1964 годах был профессором программы Фулбрайта в Амстердамском университете, в 1967—1968 годах — приглашенным профессором в Женевском университете и в 1977—1978 годах — в Дартмутском колледже. После выхода на пенсию стал почетным профессором Пенсильванского университета и ассоциированным профессором Вашингтонского университета.
В 1958 году был приглашенным докладчиком на Международном математическом конгрессе в Эдинбурге. В 1961—1962 годах был стипендиатом фонда Дж. С. Гуггенхайма, снова обучаясь в Институте перспективных исследований. В 1966 году стал членом-корреспондентом Королевской Нидерландской академии искусств и наук, а в 2012 году стал членом Американского математического общества.

## Карьера
Его ранние работы были в области дифференциальной геометрии. Разработал тензор Нийенхейса в 1951 году во время обучения в докторантуре Амстердамского университета. В это же время он исследовал свойства скобки Схоутена–Нейенхейса, хотя его работа была опубликована только в 1955 году. В лекции в Летнем институте Американского математического общества по дифференциальной геометрии (1956) в Сиэтле он был первым, кто упомянул деформации комплексных структур и их точную связь с когомологиями.
Совместно с Альфредом Фрёлихером разработал скобку Фрёлихера–Нийенхейса (1955). Дальнейшая работа в этой области с Роджером Ричардсоном привела к появлению скобки Нийенхейса–Ричардсона (1964).
Ввёл понятие естественного расслоения (1972).
Вскоре его интересы переключились на комбинаторику. Значительную часть своей работы он проделал совместно с Гербертом С. Уилфом, с которым в 1975 году опубликовал книгу.
После выхода на пенсию его интерес к дифференциальной геометрии возобновился. Его последняя презентация на конференции и доклад были представлены, когда ему было почти 70 лет.

## Личная жизнь
Альберт Нийенхейс получил гражданство США в 1959 году. Он вступил в брак в 1955 году и у него было четверо детей. Скончался в возрасте 88 лет после нескольких месяцев ухудшения здоровья.

## Избранные публикации
- Nijenhuis, Albert; Richardson Jr., Roger W. (1966). Cohomology and deformations in graded Lie algebras. Bulletin of the American Mathematical Society. 72 (1): 1–29. doi:10.1090/s0002-9904-1966-11401-5. MR 0195995.
- Nijenhuis, Albert. Natural bundles and their general properties. — Tokyo : Diff. Geom. in Honour of K. Yano, 1972. — P. 317–334.
- Nijenhuis, Albert. Combinatorial Algorithms / Albert Nijenhuis, Wilf, Herbert S. — Academic Press, 1975. — ISBN 0-12-519250-9.[7]
- Nijenhuis, Albert. Combinatorial Algorithms for Computers and Calculators / Albert Nijenhuis, Wilf, Herbert S. — Academic Press, 1978. — ISBN 0-12-519260-6.
- Nijenhuis, Albert (1995). Connection-free differential geometry. Diff. Geom. Appl., Proc. Conf.: 171–190.